# Shermie
Shermie (シェルミー Sherumī?) es un personaje de las series de videojuegos de peleas The King of Fighters de SNK. Es reconocida por su característica cabellera pelirroja peinada con dos coletas por detrás y su flequillo que le cubre completamente los ojos.
El traje que más la caracteriza lo utilizó por dos décadas en todas sus apariciones jugables hasta KOF XV. Este consiste en un conjunto completamente rosado compuesto por una camiseta escotada con detalles morados que es cubierta por una chaqueta, una minifalda y un par de botas altas. En su versión Orochi aunque el traje es idéntico su cabello se tiñe de púrpura, el traje de magenta y en la mayoría de versiones su piel se broncea.

## Historia
Shermie era una chica normal francesa, cuyo pasatiempo era participar en una banda de rock (C.Y.S, nombre tomado de las iniciales de sus tres integrantes) junto a sus compañeros Yashiro y Chris tocando el órgano. El progreso de la banda de rock se ve interrumpido por el éxito de un grupo musical, cuyo líder era Iori Yagami, desembocando en la participación de Shermie en el torneo KOF'97, con el objetivo de vengarse de Yagami. La banda de Shermie, decide robar las invitaciones del equipo de los Estados Unidos (Heavy D!, Lucky Glauber y Brian Battler) al torneo para poder participar. Fue durante el torneo que Shermie descubrió su papel como una de los cuatro reyes de Orochi (en conjunto con Goenitz y sus dos amigos), su verdadero plan consistía en reunir la mayor cantidad de energía para poder revivir a Orochi Yamatano y retirar el sello que lo aprisionaba impuesto hace 1800 años atrás por el clan Yata (Chizuru Kagura), Kusanagi (Kyo Kusanagi) y Yasakani (Iori Yagami). Aunque ella cayó derrotada ante Chizuru Kagura, Shermie y sus amigos (conocidos como el New Faces Team) lograron reunir la suficiente energía y se la dieron toda a Chris, quien la uso para transformarse en la figura original de Orochi.
En el final o ending del New Faces Team, en el KOF´97, se puede ver a Yashiro asesinando a sus compañeros, incluida Shermie, antes de que él mismo se suicide, en este final se da a entender que al principio Shermie y sus amigos deseaban la resurrección de Orochi y que no dudarían en ofrendar su vida para lograrlo, pero que al final, después de ver el terrible poder de la deidad, se arrepienten de haberlo hecho, y para evitar la destrucción del mundo y debilitar a Orochi los tres se suicidan. Aunque no está confirmado por SNK, existe el rumor de que Shermie y Benimaru Nikaido comparten el mismo lazo sanguíneo. Esto es más que nada ya que Shermie al transformarse en su estado Orochi, se convierte en la homóloga de Benimaru, utilizando ataques eléctricos al igual que él.
La derrota de Verse durante los eventos de The King of Fighters XIV liberó a numerosas almas haciendo que muchos de los personajes que murieron a lo largo de la serie revivieran, Shermie incluida. Esta revive junto con sus compañeros de equipo, Yashiro y Chris, aunque ninguno participó en el decimocuarto torneo de KOF debido a su reciente resurgimiento al final de dicho evento. Después de revivir es inmediatamente absorbida a la dimensión de Kukri junto con la mayoría de las peleadoras de la franquicia como parte del spin-off SNK Heroines, siendo ésta su primera aparición canon desde su fallecimiento. En su final arcade de dicha entrega, Shermie tiene una pesadilla donde participa en una batalla de bandas como parte de C.Y.S, en el sueño, Orochi está siendo hipnotizado por las canciones de la banda rival, The Band of Fighters. Poco después despierta para empezar su ensayo junto a Chris y Yashiro por su próximo concierto.
Tiempo después Shermie empieza a cambiar su personalidad y estilo a una forma más bondadosa, empieza a dejar atrás un poco su pasado otra entrega más del arcade pero con otro cambio adicional en este personaje donde se puede ver a Shermie pero con un estilo más actualizado y se le relaciona con Kyo Kusanagi y nace un interés amoroso y en muchas apariciones de les ve juntos y peleando en grandes enfrentamientos con peleadores fuertes.

## Orochi Shermie
Orochi Shermie (荒れ狂う稲光のシェルミー Are Kuruou Inabikari no Sherumī?, lit. Shermie del rayo furiosamente violento), es una versión alterna de Shermie, sus movimientos normales y agarres permanecen iguales, pero sus ataques especiales y super movimientos son completamente diferentes.
El despertar de Shermie en la forma de la llamada "Reina del relámpago" la convierte en la homóloga de Benimaru Nikaido, la teoría de esa homología es evidenciada en que ella utiliza el DM Heaven Blast Fist (Raikouken) de Benimaru, al cual le llamó DarkHeaven Blast Fist (Ankoku Raikouken), pero a diferencia de Benimaru, Shermie no puede controlar la dirección de ataque (salvo en algunos videojuegos) dado que ella solo lo usa atacando de frente o arriba, mientras que Benimaru puede controlar el ángulo de ataque, ya sea arriba o abajo, o en el aire.
En el KOF 2002, Orochi Shermie tiene un HSDM (super ataque de desesperación), en el cual ella invoca un rayo que cae en la escena del combate golpeando al oponente, pero tiene el inconveniente de que este ataque puede errar su puntería, como puede golpear al oponente, puede golpearla a ella, o a ambos a la vez; esto queda demostrado en la frase que ella dice para invocar el rayo "Dejemos que sea el cielo el que decida... ¡Quién debe ser castigado!", de cualquier modo Shermie puede alejarse rodando antes de que el relámpago golpee al oponente mientras que este no lo puede hacer, aunque ha quedado demostrado que el lugar donde caiga el rayo depende del último botón que se presione: si se presiona A, el rayo caerá en el extremo derecho de la pantalla; B, caerá en la parte media de la derecha; C caerá en la parte media de la izquierda; D, caerá en el extremo izquierdo. La dificultad está en que si Shermie usa el HDM cuando tiene muy baja la barra de vida, el daño de este relámpago la matará si la golpea a ella. El conveniente de este ataque es que es similar a un ataque normal que tiene Shermie, donde tira un beso el cual hace que aparezca una esfera eléctrica, esto sirve para engañar al oponente.

## Movimientos

### Agarres
- Bakurai (Trueno volador)
- Enrai (Trueno abrasador)
- Kourai (Trueno resonante)
- Jinrai (Trueno rápido)

### Ataques especiales
- Mugetsu no Raigumi (Nube de Luna Nueva)
- Yatanagi no Muchi (Azote desgarrador de la flor)
- Shajitsu no Odori (Danza de la verdadera imagen)
- Takeru Mikazuchi (Furia de la Luna Creciente)
- Raijin no Tsue (Bastón castigador del espíritu del trueno)

### Ataques de desesperación
- Ankoku Raikou Ken (Puño eléctrico oscuro)
- Shuukumei, Gen'ei, Shinshi (Destino, espíritu, verdad)

Nota: Estos últimos pueden hacerse como super ataques de desesperación también.

### Hiper ataques de desesperación
- Unmei no Ya (Flecha del destino)

## Detalles
Shermie es muy popular debido a la singular belleza de su figura y su atuendo provocativo, además de que es de una personalidad dual, tanto de una chica muy femenina, como de una villana muy agresiva cuando se transforma a su estado Orochi, además, del equipo New Face Team, es la que más se le nota su lado humano, y el significado de su nombre es "La que traiciona a los dioses".
Normalmente Shermie tiene la voz como de una niña y su carácter es algo infantil, pero cuando se transforma a su estado Orochi se le endurece la voz de forma muy notable. Además que el color de su piel se pone más moreno y su cabello (normalmente es pelirroja) cambia a color morado (púrpura) y se torna en una personalidad muy agresiva.
En el KOF 2002, a Shermie se le añadieron algunos detalles tanto visuales (lo que se conoce como Fan Service) como de su personalidad, por ejemplo, cuando da la patada fuerte (Roundhouse) de frente se le puede ver su ropa interior. También hay una de sus poses ganadoras que consiste en ponerse de espalda y tocarse el trasero, dando a entender que recibió un golpe en él, es decir, que "solo se lastimó el orgullo".
Otro detalle que se observó a partir del KOF 98' es que cuando va a pelear con un personaje varón (si es un peleador guapo y masculino), Shermie se le ofrece sexualmente, ya sea con un beso o con una frase alagando sus atributos de hombre macho, tanto al inicio como al final de la pelea, esto pasa muy especialmente en el KOF 2002 (esto pasa con luchadores como Andy Bogard, K', Robert García o Kyo Kusanagi) aunque tiempo después de haber terminado una relación con su compañero Yashiro Nanakase empieza a sentir un interés en Kyo Kusanagi y al transcurrir el tiempo empieza a frecuentarlo más donde terminan saliendo e iniciando un nuevo romance.
Un detalle que también se observó a partir del KOF 98' es el saludar a sus amigos Chris y Yashiro, cuando estos le lanzan un frase, ella extendiendo la mano dice "Hi-Hi", es decir "Hola".
Curiosamente, a Shermie nunca se le ven los ojos, ya que su peinado se los cubre por completo, por lo cual no se conoce que color de ojos tiene, existe un diseño oficial de como son sus ojos, pero por desgracia es en blanco y negro, aunque se especula que son de color marrón o café obscuro.

## Trivia
1. Shermie apareció en el KOF 2000 como personaje Strike, utilizando por primera vez desde su debut un traje distinto.
2. De todas las chicas de KOF, Shermie y Angel tienen las más grandes medidas de busto (93 cm). Es más grande que las de Blue Mary y Mature (88 cm) y solo son seguidas por las de Vice y Elizabeth Blanctorche (90 cm).
3. Es una de los personajes femeninos Sex Symbol del juego, al tratarse de una de las chicas más sensuales de la saga (Destacándose Mai Shiranui,  Angel y ella en este rubro)
4. Shermie aparece en la escena Tower Festival en el juego KOF Maximum Impact 2 (también llamado KOF 2006), como coincidencia, la escena Tower Festival esta en la tierra natal de Shermie, Francia.
5. Es oficial que en KOF 10th, que "L the Third", fue el material de inspiración para crear a Shermie, esto al parecer se refiere al anime de Lupin III (the Third), lo cual significaría que Shermie está inspirada en Fujiko Mine, pues el carácter de Shermie es igual de seductor y provocativo que el de Fujiko.
6. De todas las chicas de KOF, Shermie es la que tiene las más grande medida de trasero (100 cm), superando a Mai, Angel y otras chicas, lo cual se da a notar debido a la minifalda que utiliza.
7. Siempre que Shermie pelea contra un luchador hombre guapo, fuerte y masculino (no importa si en estado normal, o estado Orochi), Shermie se le insinúa alagando sus atributos de hombre macho y ofreciéndose sexualmente (esto pasa con luchadores como Andy Bogard, K', Robert Garcia o Kyō Kusanagi).
8. Shermie es un personaje jugable en el videogame NeoGeo Battle Coliseum.
9. En el videojuego "Neo Geo Battle Colliseum" Shermie tiene su final haciendo pareja con Mr. Big (personaje también de King Of Fighters), por lo que se ha llegado a especular entre algunos fanes que ella tuvo alguna relación con él en el pasado (o incluso que quizás aún la hay), antes de entrar al torneo, aunque no se sabe de que se trata todavía.
10. Shermie es un personaje seleccionable dentro del juego Gals Fighters, un spin-off de The King of Fighters que emplea sólo personajes femeninos.

### Frases (estado normal)
Introducción: Se arroja las coletas hacia atrás y exclama: "Hajimete da kara, yasashikushitene". (Esta es mi primera vez, así que sé caballero conmigo)
Taunt: Suena su teléfono celular en medio de la pelea, ella contesta diciendo "Moshi moshi...aa, mata ato de ne?" (¿Hola? ¡Oh!, te hablaré después, ¿ok?)
Win pose 1: Da un baile gracioso de lado a lado tarareando una canción y riéndose al final.
Win pose 2: Hace un pequeño baile, gira y dice: "Saiko no kibun!" (Esto es genial!)
Win pose 3: Mira a la pantalla mientras se toma su cara con ambas manos, se inclina hacia el perdedor y dice: "Aha, nante kao!" (Oh, mira tu cara!).
Win pose 4: Arroja besos hacia todas las direcciones.
Win pose 5: Se da vuelta y se toca el trasero y luego el busto diciendo: "Casi me arruinas la ropa".
Win: Game Over, el. No olvides tener Dulces sueños. (Juego terminado, amigo. No olvides guardar. Dulces sueños)

### Frases (estado Orochi)
Intro: Eleva sus manos hacia el cielo y un rayo cae sobre ella diciendo "Oritekinasai!" (¡Aquí abajo!)
Taunt: Mira a su oponente tendiéndole el brazo y diciendo "Anata shinuwa." (Morirás.)
Win Pose: Levanta el brazo hacia el cielo con la mano abierta y dice "Sore ga anata no unmei yo..." (Es tu destino) y un rayo cae sobre ella cerrando su mano dice "Oyasuminasai...." (Buenas noches)